# Castillo Kagoshima

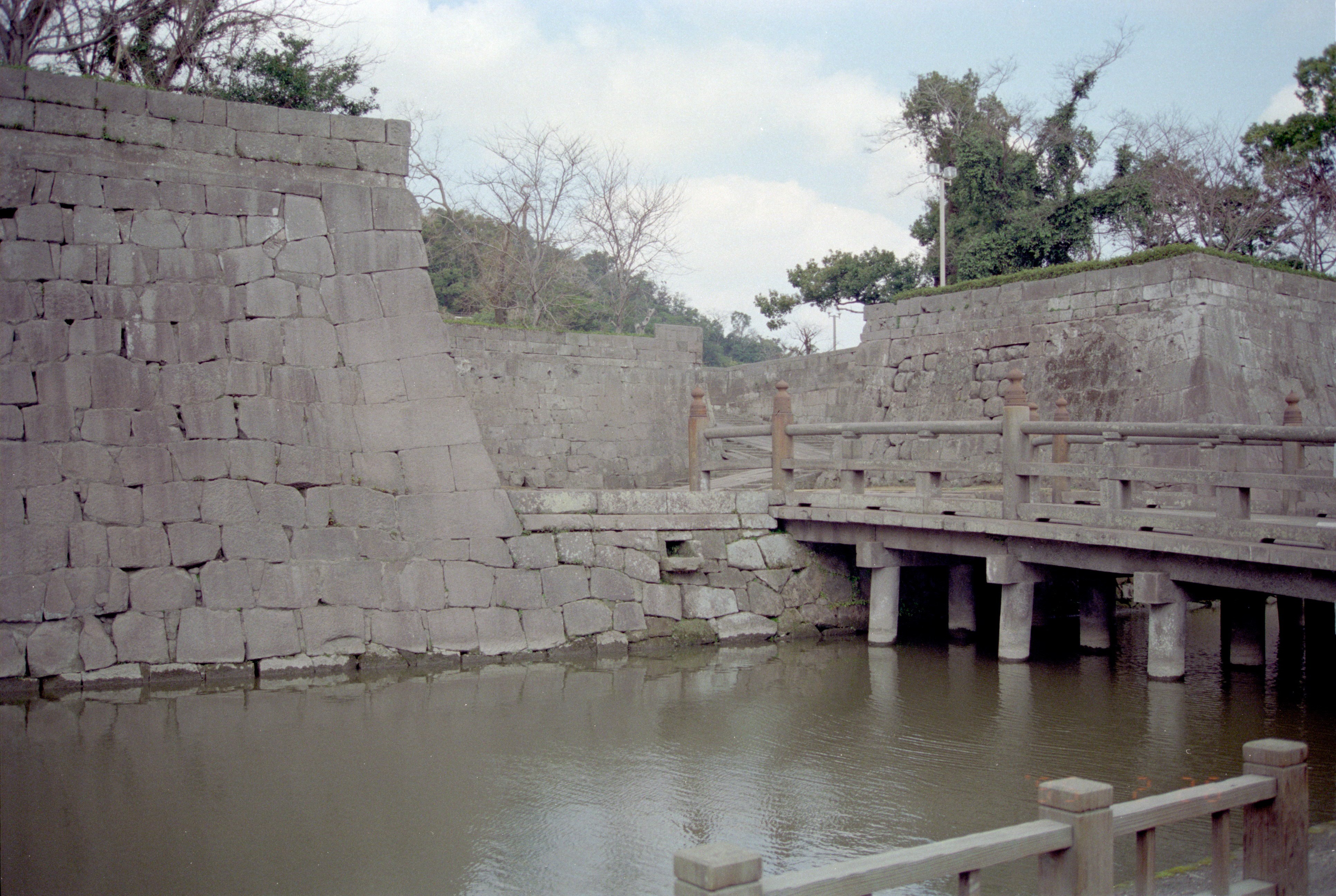
Castillo Kagoshima.

El castillo Kagoshima (鹿児島城 kagoshimajō?) es un castillo japonés localizado en la ciudad de Kagoshima, en Japón. Otro nombre con el que comúnmente se le menciona es el de Tsurumarujō.

## Historia
El castillo fue construido por Shimazu Iehisa en 1601. En el año 1600, Shimazu Yoshihiro, padre de Iehisa, fue derrotado en la Batalla de Sekigahara junto con el “Ejército del Oeste” comandado por Ishida Mitsunari a manos de las fuerzas de Tokugawa Ieyasu. El castillo fue construido después de la derrota y en medio de una severa tensión política.
El castillo es famoso por tener un tamaño muy pequeño como para ser el castillo principal del clan Shimazu, sobre todo si tenemos en cuenta que era uno de los daimyō más prósperos de todo el país. Algunos académicos aseguran que esto se debió al temor de los Shimazu de que si construían un castillo de grandes proporciones, Ieyasu tendría la excusa perfecta para atacarlos.